# Statues colossales de Toutânkhamon

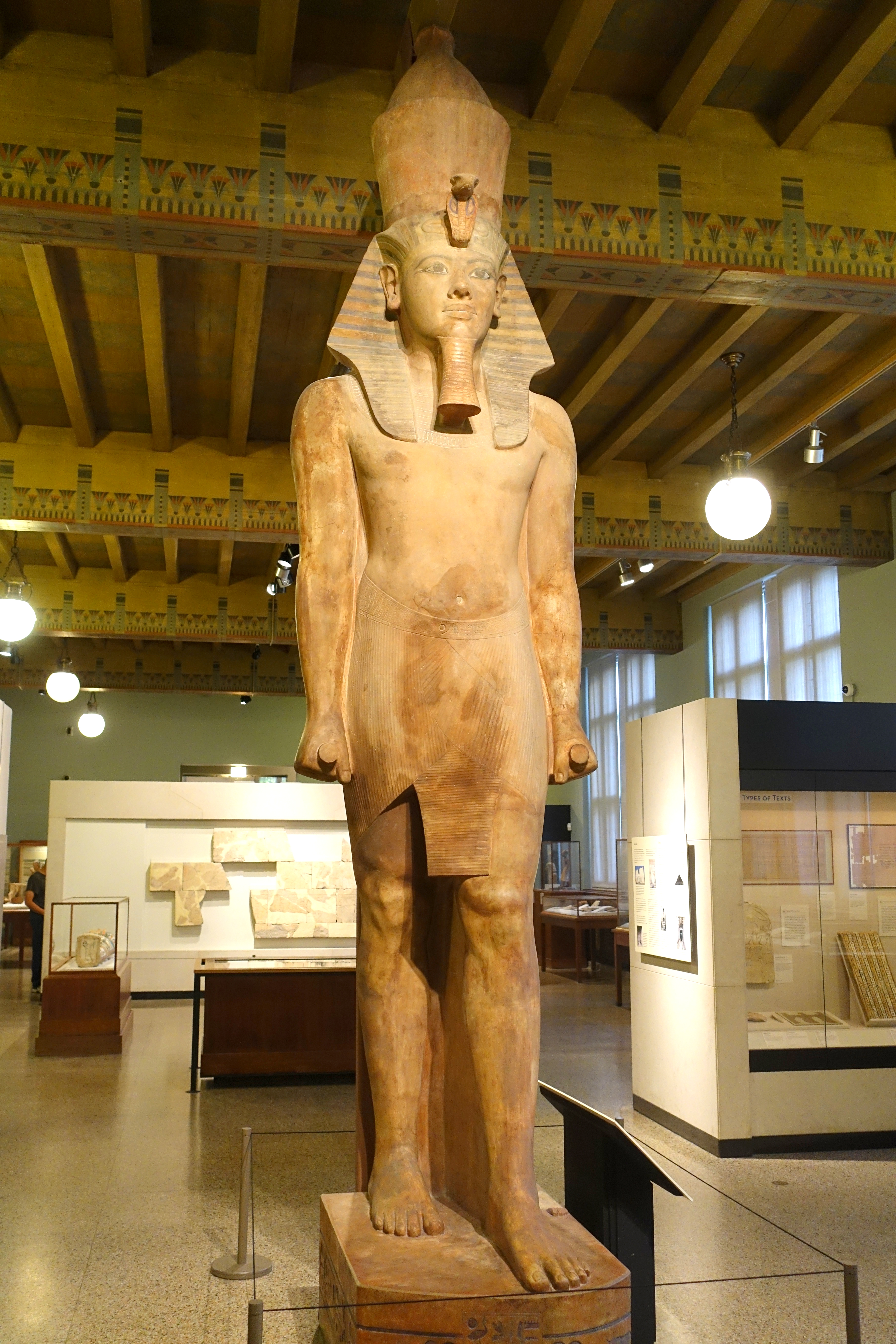
La statue du musée de l'Institut oriental de Chicago.

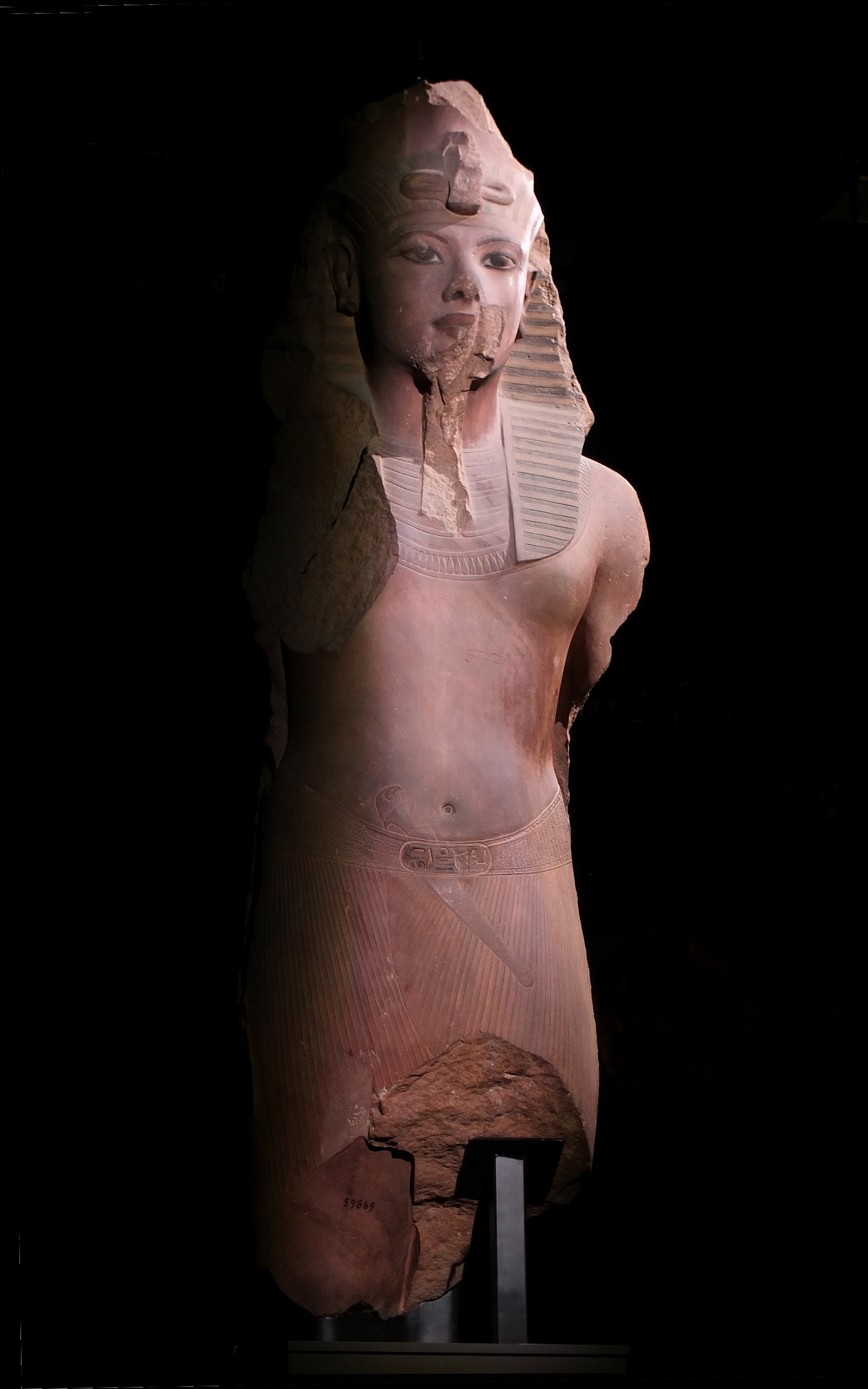
La statue du Musée égyptien du Caire lors de son exposition en 2019 à Paris.

Les deux statues colossales du pharaon Toutânkhamon sont les vestiges du temple funéraire de ce dernier qui a aujourd'hui presque entièrement disparu. Il se situait à Médinet Habou, non loin de Thèbes en Égypte, sur la rive ouest du Nil, en face de la cité moderne de Louxor.

## Temple funéraire de Toutânkhamon
Un temple funéraire a été érigé par Toutânkhamon (1336/35-1327 av. J.-C.) à Médinet Habou, il se pourrait que ce temple ait déjà utilisé les premiers travaux effectués par son prédécesseur peu connu, la reine Ânkh-Khéperourê qui n'a régné qu'un ou deux ans. Après la mort de Toutânkhamon, son temple est à son tour usurpé par Aÿ (1327-1323 av. J.-C.) puis reconstruit par Horemheb (1323-1295 av. J.-C.) qui lui succèdent en peu d'années. Le temple actuel est en ruine et les traces des constructions antérieures sont très peu visibles, en partie recouvertes par le temple de Ramsès III.
En 1924, l'Institut oriental de Chicago, créé en 1919 et financé par John Davison Rockefeller, s'installe à Louxor. En 1930, sous la direction de James Henry Breasted et Uvo Hölscher, des fouilles sont entreprises sur le site de Médinet Habou. L'Institut découvre deux colosses en quartzite jaune sur le site, l'un est expédié à Chicago, ses bras et jambes manquants sont restaurés. L'autre statue identique, en plus mauvais état, cassée et non complète est dégagée, c'est celle du Musée du Caire. Les statues, usurpées par Aÿ puis par Horemheb, portent la trace du cartouche de Toutânkhamon, martelé sous ceux de ses successeurs. Ces deux statues monumentales de cinq à six mètres de hauteur devaient encadrer la porte de la première salle hypostyle du premier temple funéraire.

## Description des statues colossales

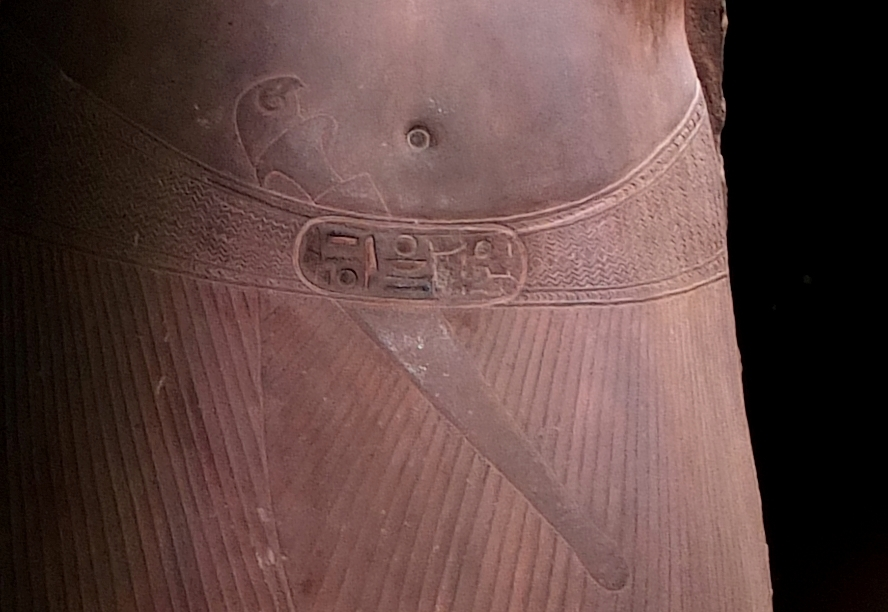
Détail : le cartouche usurpé par Horemheb. Statue du Musée du Caire

Ces statues en ronde-bosse sont dans la lignée des réalisations égyptiennes au style figé depuis des siècles. Dans une position hiératique, le pharaon est présenté regardant devant lui avec la barbe postiche, les bras le long du corps, les mains fermées sur un objet, bâton ou rouleau de papyrus ? pieds nus et la jambe gauche avancée mais néanmoins engagée. Un pilier, invisible de face, soutient la statue à l'arrière et porte un texte sur deux colonnes.
En quartzite rose, un matériau noble, le travail est de grande qualité. Le pharaon est coiffé du pschent posé sur le némès, l'uræus sur le front. Avec un large collier pectoral sur la poitrine, il est vêtu du pagne shendyt. Une dague à poignée en forme de faucon est passée à sa ceinture où un cartouche porte le nom du pharaon. La hauteur originelle des statues avoisinait les six mètres, une particularité est la présence de peinture bleue et noire encore visible au niveau du visage et de la coiffe.
Le visage des statues est celui d'un jeune homme, la ressemblance avec les autres représentations de Toutânkhamon est visible. Le style présente quelques réminiscences de la période amarnienne : les yeux en amande, la bouche charnue et le ventre légèrement proéminent.

### Statue de l'Institut oriental de Chicago
La statue de Chicago, disposée au nord, a fait l'objet d'importantes restaurations, les bras et les jambes ont été restitués dans le style classique, posée sur une base, inspirée des fragments du Musée du Caire (JE 60134), qui porte deux cartouches d'Horemheb. On distingue à gauche du roi la trace de petits pieds qui pourraient être ceux d'Ânkhésenamon, l'épouse de Toutânkamon.

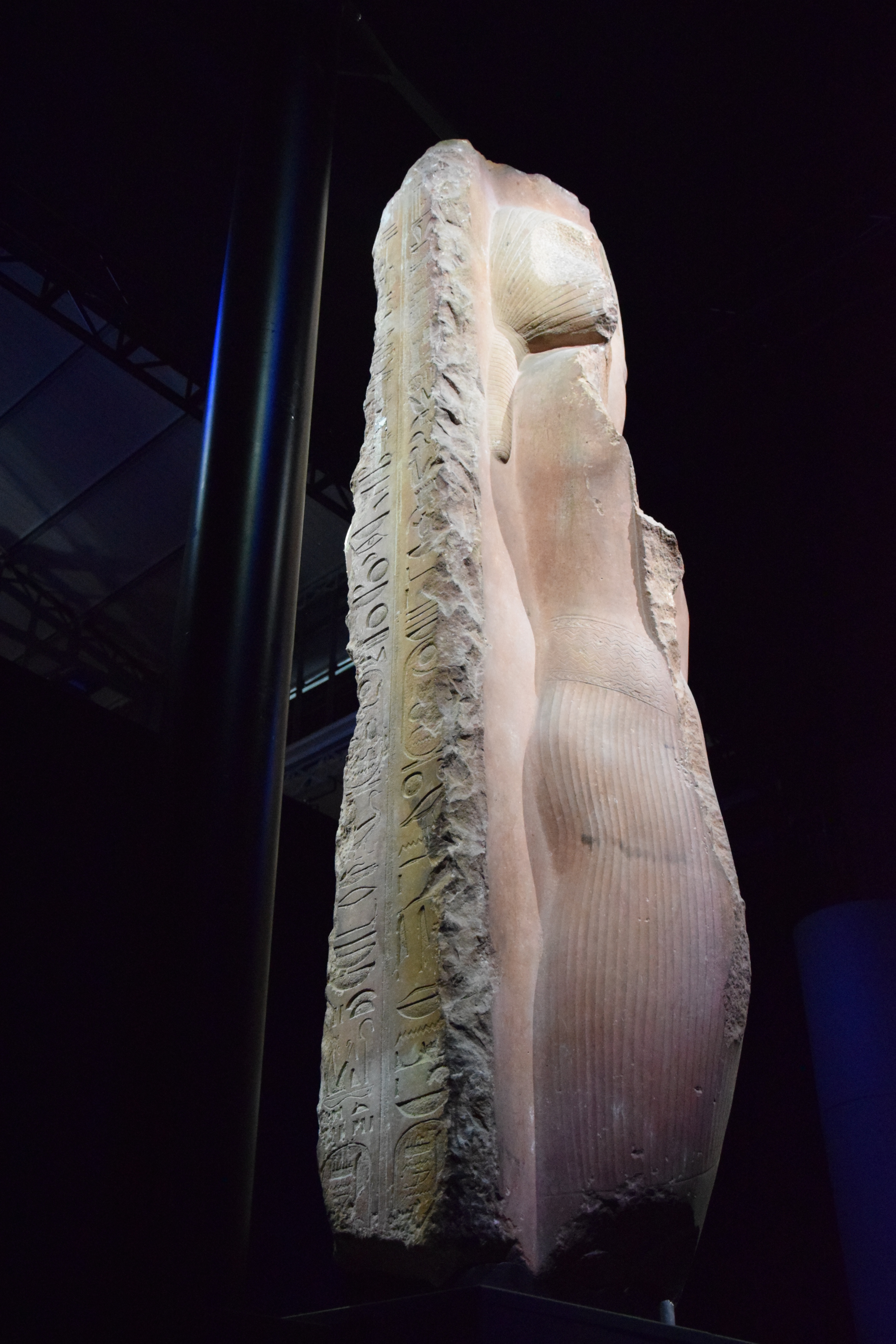
Statue du Caire : le pilier arrière.

### Statue du Musée du Caire
Dégagée en 1933, la statue, disposée au sud, est incomplète et a le visage abimé, elle est enregistrée sous le no JE 59869. Elle n'a pas subi de restaurations et ne mesure plus que trois mètres. La statue du Caire fait partie des objets de l'exposition Toutânkhamon itinérante « du centenaire » de 2018 à 2022, qui débute à Los Angeles puis séjourne à Paris en 2019 et ensuite à Londres, Washington, Séoul, Sydney, Philadelphie, Chicago, Tokyo et Osaka. 